# Abner Mares
Abner Mares Martínez (Guadalajara, 28 novembre 1985) è un pugile messicano.
È stato detentore del titolo WBA dei pesi piuma dal 2016 al 2018, nonché quattro volte campione del mondo in tre categorie di peso. Ha posseduto difatti anche la corona IBF dei pesi gallo dal 2011 al 2012, WBC dei supergallo dal 2012 al 2013 e WBC dei piuma nel 2013.
Come dilettante ha rappresentato la propria Nazione in numerose competizioni internazionali.

## Carriera
È passato tra i professionisti il 6 gennaio 2005, vincendo per KO tecnico alla 2ª ripresa contro Luis Malave al Desert Diamond Casino di Tucson, Arizona.

## Risultati da professionista
| N. | Risultato | Record | Avversario             | Tipo | Round, tempo  | Data              | Località                                              | Note                                                                             |
| -- | --------- | ------ | ---------------------- | ---- | ------------- | ----------------- | ----------------------------------------------------- | -------------------------------------------------------------------------------- |
| 35 | Sconfitta | 31-3-1 | Léo Santa Cruz         | UD   | 12            | 9 giugno 2018     | Staples Center, Los Angeles, California, USA          | Per il titolo WBA Super dei pesi piuma                                           |
| 34 | Vittoria  | 31-2-1 | Andrés Gutiérrez       | TD   | 10 (12), 2:40 | 14 ottobre 2017   | StubHub Center, Carson, California, USA               | Difende il titolo WBA Regular dei pesi piuma                                     |
| 33 | Vittoria  | 30-2-1 | Jesús Cuellar          | SD   | 12            | 10 dicembre 2016  | Galen Center, Los Angeles, California, USA            | Vince il titolo WBA Regular dei pesi piuma                                       |
| 32 | Sconfitta | 29-2-1 | Léo Santa Cruz         | MD   | 12            | 29 agosto 2015    | Staples Center, Los Angeles, California, USA          | Per il titolo vacante WBA Super dei pesi piuma                                   |
| 31 | Vittoria  | 29-1-1 | Arturo Santos Reyes    | UD   | 10            | 7 marzo 2015      | MGM Grand Garden Arena, Paradise, Nevada, USA         |                                                                                  |
| 30 | Vittoria  | 28-1-1 | Jose Ramirez           | RTD  | 5 (10), 3:00  | 13 dicembre 2014  | MGM Grand Garden Arena, Paradise, Nevada, USA         |                                                                                  |
| 29 | Vittoria  | 27-1-1 | Jonathan Oquendo       | UD   | 10            | 12 luglio 2014    | MGM Grand Garden Arena, Paradise, Nevada, USA         |                                                                                  |
| 28 | Sconfitta | 26-1-1 | Jhonny González        | TKO  | 1 (12), 1:55  | 24 agosto 2013    | StubHub Center, Carson, California, USA               | Perde il titolo WBC dei pesi piuma                                               |
| 27 | Vittoria  | 26-0-1 | Daniel Ponce de León   | TKO  | 9 (12), 2:20  | 4 maggio 2013     | MGM Grand Garden Arena, Paradise, Nevada, USA         | Vince il titolo WBC dei pesi piuma                                               |
| 26 | Vittoria  | 25-0-1 | Anselmo Moreno         | UD   | 12            | 10 novembre 2012  | Staples Center, Los Angeles, California, USA          | Difende il titolo WBC dei pesi supergallo                                        |
| 25 | Vittoria  | 24-0-1 | Eric Morel             | UD   | 12            | 21 aprile 2012    | Don Haskins Center, El Paso, Texas, USA               | Vince il titolo vacante WBC dei pesi supergallo                                  |
| 24 | Vittoria  | 23-0-1 | Joseph Agbeko          | UD   | 12            | 3 dicembre 2011   | Honda Center, Anaheim, California, USA                | Difende i titoli IBF e WBC Silver dei pesi gallo                                 |
| 23 | Vittoria  | 22-0-1 | Joseph Agbeko          | MD   | 12            | 13 agosto 2011    | The Joint, Paradise, Nevada, USA                      | Difende il titolo WBC Silver dei pesi gallo Vince il titolo IBF dei pesi gallo   |
| 22 | Vittoria  | 21-0-1 | Vic Darchinyan         | SD   | 12            | 11 dicembre 2010  | Emerald Queen Casino, Tacoma, Washington, USA         | Vince il titolo IBO dei pesi gallo e il titolo vacante WBC Silver dei pesi gallo |
| 21 | Pareggio  | 20-0-1 | Yonnhy Pérez           | MD   | 12            | 22 maggio 2010    | Staples Center, Los Angeles, California, USA          | Per il titolo IBF dei pesi gallo                                                 |
| 20 | Vittoria  | 20-0   | Felipe Almanza         | KO   | 5 (10), 2:23  | 25 marzo 2010     | Club Nokia, Los Angeles, California, USA              |                                                                                  |
| 19 | Vittoria  | 19-0   | Carlos Fulgencio       | KO   | 6 (8), 2:46   | 27 agosto 2009    | Club Nokia, Los Angeles, California, USA              |                                                                                  |
| 18 | Vittoria  | 18-0   | Jonathan Perez         | RTD  | 6 (8), 3:00   | 2 maggio 2009     | MGM Grand Garden Arena, Paradise, Nevada, USA         |                                                                                  |
| 17 | Vittoria  | 17-0   | Jonathan Arias         | UD   | 10            | 27 giugno 2008    | Morongo Casino Resort & Spa, Cabazon, California, USA |                                                                                  |
| 16 | Vittoria  | 16-0   | Diosdado Gabi          | TKO  | 2 (12), 0:49  | 15 marzo 2008     | Mandalay Bay Events Center, Paradise, Nevada, USA     | Difende il titolo WBO-NABO dei pesi gallo                                        |
| 15 | Vittoria  | 15-0   | Damian David Marchiano | UD   | 12            | 17 novembre 2007  | Borgata, Atlantic City, New Jersey, USA               | Difende il titolo WBO-NABO dei pesi gallo                                        |
| 14 | Vittoria  | 14-0   | Isidro García          | RTD  | 7 (12), 3:00  | 7 settembre 2007  | Desert Diamond Casino, Tucson, Arizona, USA           | Vince il titolo vacante WBO-NABO dei pesi gallo                                  |
| 13 | Vittoria  | 13-0   | Saul Gutierrez         | UD   | 6             | 6 luglio 2007     | Convention Center, McAllen, Texas, USA                |                                                                                  |
| 12 | Vittoria  | 12-0   | Angel Antonio Priolo   | TKO  | 6 (10), 1:56  | 20 aprile 2007    | Cicero Stadium, Cicero, Illinois, USA                 |                                                                                  |
| 11 | Vittoria  | 11-0   | Robert Allanic         | RTD  | 8 (10), 3:00  | 2 marzo 2007      | New Alhambra Arena, Filadelfia, Pennsylvania, USA     |                                                                                  |
| 10 | Vittoria  | 10-0   | Wilmer Rodriguez       | TKO  | 4 (10), 1:45  | 25 novembre 2006  | Dodge Arena, Hidalgo, Texas, USA                      |                                                                                  |
| 9  | Vittoria  | 9-0    | Kevin Hudgins          | UD   | 8             | 15 settembre 2006 | Aragon Ballroom, Chicago, Illinois, USA               |                                                                                  |
| 8  | Vittoria  | 8-0    | Omar Adorno            | UD   | 8             | 24 febbraio 2006  | Mandalay Bay Events Center, Paradise, Nevada, USA     |                                                                                  |
| 7  | Vittoria  | 7-0    | Yamin Mohammad         | UD   | 8             | 16 dicembre 2005  | Convention Center, Austin, Texas, USA                 |                                                                                  |
| 6  | Vittoria  | 6-0    | Selso Bosquez          | TKO  | 4 (6), 2:35   | 17 settembre 2005 | MGM Grand Garden Arena, Paradise, Nevada, USA         |                                                                                  |
| 5  | Vittoria  | 5-0    | Elvis Luciano Martinez | TKO  | 3 (6), 2:45   | 16 luglio 2005    | MGM Grand Garden Arena, Paradise, Nevada, USA         |                                                                                  |
| 4  | Vittoria  | 4-0    | Baladan Trevizo        | TKO  | 5 (6), 1:15   | 16 giugno 2005    | Sundance Square, Fort Worth, Texas, USA               |                                                                                  |
| 3  | Vittoria  | 3-0    | David Vasquez          | UD   | 6             | 29 aprile 2005    | Entertainment Center, Laredo, Texas, USA              |                                                                                  |
| 2  | Vittoria  | 2-0    | Francisco Soto         | KO   | 5 (6), 2:47   | 19 febbraio 2005  | Staples Center, Los Angeles, California, USA          |                                                                                  |
| 1  | Vittoria  | 1-0    | Luis Malave            | TKO  | 2 (6), 2:00   | 6 gennaio 2005    | Desert Diamond Casino, Tucson, Arizona, USA           |                                                                                  |